# Mycomya munda
Mycomya munda är en tvåvingeart som först beskrevs av Johannes Winnertz 1863.  Mycomya munda ingår i släktet Mycomya och familjen svampmyggor. Inga underarter finns listade i Catalogue of Life.